# انشاء ابوالفضل
انشاء ابوالفضل یا مکتوبات علّامی نام مجموعه‌ای به زبان فارسی از مکاتبات سیاسی، نامه‌ها، پیشگفتارها و نوشتارهای اداری تاریخ‌نگار و صاحب‌منصب هندی ابوالفضل علّامی (زاده ۱۵۵۱ میلادی) است که توسط خواهرزاده او عبدالصمد افضل محمد گردآوری شده‌ است.
ابوالفضل علامی منشی اول و معتمد اکبر شاه، پادشاه مغول یا گورکانی هند و یکی از نه وزیر بزرگ دربار او معروف به «نه جواهر» یا ناواراتان بود. ابوالفضل به اصل جدایی دین از سیاست باور داشت و آثار و اندیشه‌های او در برپایی نظام سکولار و مردم‌سالار در هند معاصر بی‌تأثیر نبوده‌است.
نثر انشاء ابوالفضل پُرآرایه‌است و در آن عبارات و ترکیبات پارسی به زیبایی بکار رفته‌اند.
- آغاز کتاب: گوناگون نیایش مر داوری را که وجود بشر را ...
- انجام کتاب: شناسنده گر نیست شوریده‌مغز، نَبَهره شناسد ز دینار نغز، هنر تابد از مردم گوهری، چو نور از مه و تابش از مشتری.

انشاء ابوالفضل در سال ۱۲۸۰ هجری قمری برابر با ۱۸۶۳ میلادی در سه دفتر در نوالکیشور هند به صورت چاپ سنگی در ۳۶۰ صفحه منتشر شد. چاپخانه آن «مطبع خاص منشی نوال‌کیشور» نام داشت و خوشنویسی آن را کالکا پرَشاد انجام داده‌است.